# Městský dům (Karlovy Vary)
Městský dům, původním německým názvem Stadthaus, označován též pouze jako dům č. p. 19, v novější historii Menuet, stojí v ulici Lázeňská 19/1 v centru města Karlovy Vary. Byl postaven podle projektu architekta Alfreda Bayera v letech 1892–1893.
Stavba byla prohlášena kulturní památkou, památkově chráněna je od 22. května 1991, rejstř. č. ÚSKP 28801/4-4556.

## Historie
Stará karlovarská radnice na Tržišti byla v roce 1875 stržena. Jako objekt nové radnice byl na místě městského Horního mlýna v tehdejší Mlýnské ulici č. 20 vystavěn dům Stadthaus. Stavba se uskutečnila v letech 1892–1893. Projekt v duchu seversky zaměřené novorenesance s barokizujícími články vypracoval karlovarský architekt a stavitel Alfred Bayer. Dům sloužil svému účelu do druhé světové války.
V roce 1957 byl založen podnik Československé státní lázně, který měl na starosti péči a řízení lázeňství. Jeho ředitelství si zde zřídilo své sídlo. Budovu využívalo až do sametové revoluce v roce 1989, poté byly Československé státní lázně zrušeny.
V roce 1991 byl dům prohlášen kulturní památkou.
V letech 2010–2012 byl obnoven podle návrhu architekta Břetislava Kubíčka a získal někdejší architektonický ráz. Nese jméno Menuet.
V současnosti (2021) je budova evidována jako objekt k bydlení ve vlastnictví společnosti JAMP, s. r. o.

## Popis

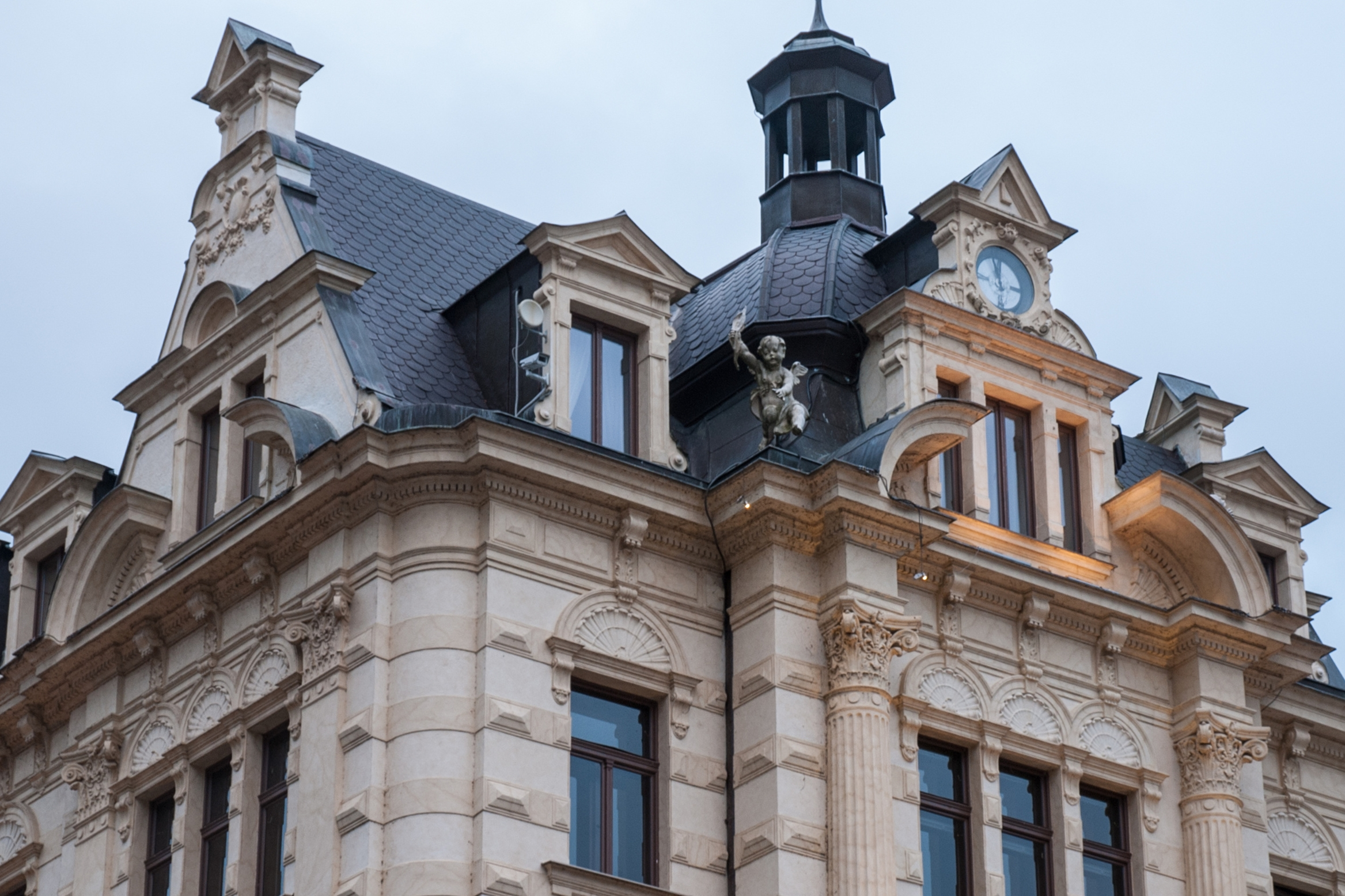
Pohled na severní nároží od Mlýnského mostu

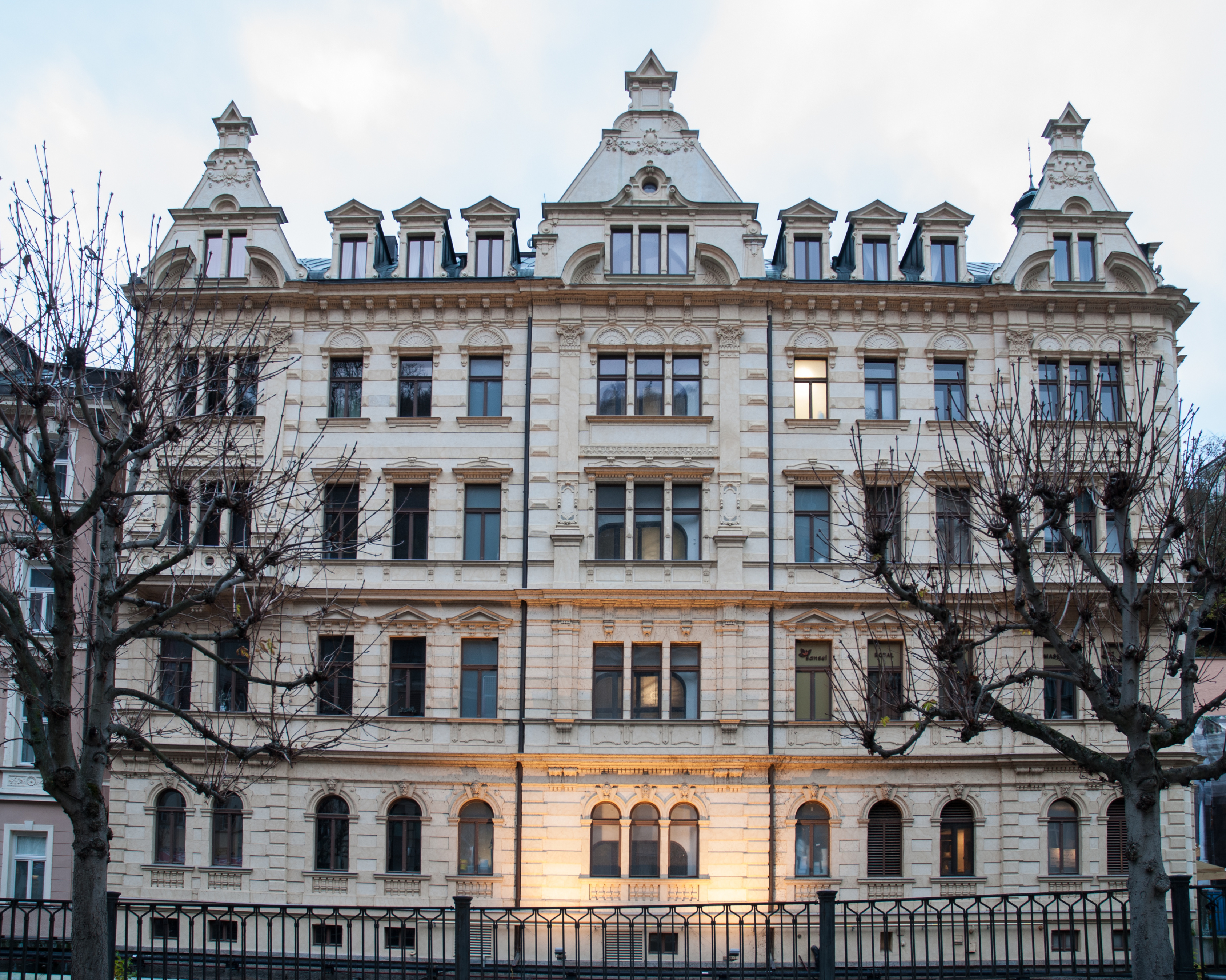
Pohled z Vřídelní ulice přes řeku Teplou

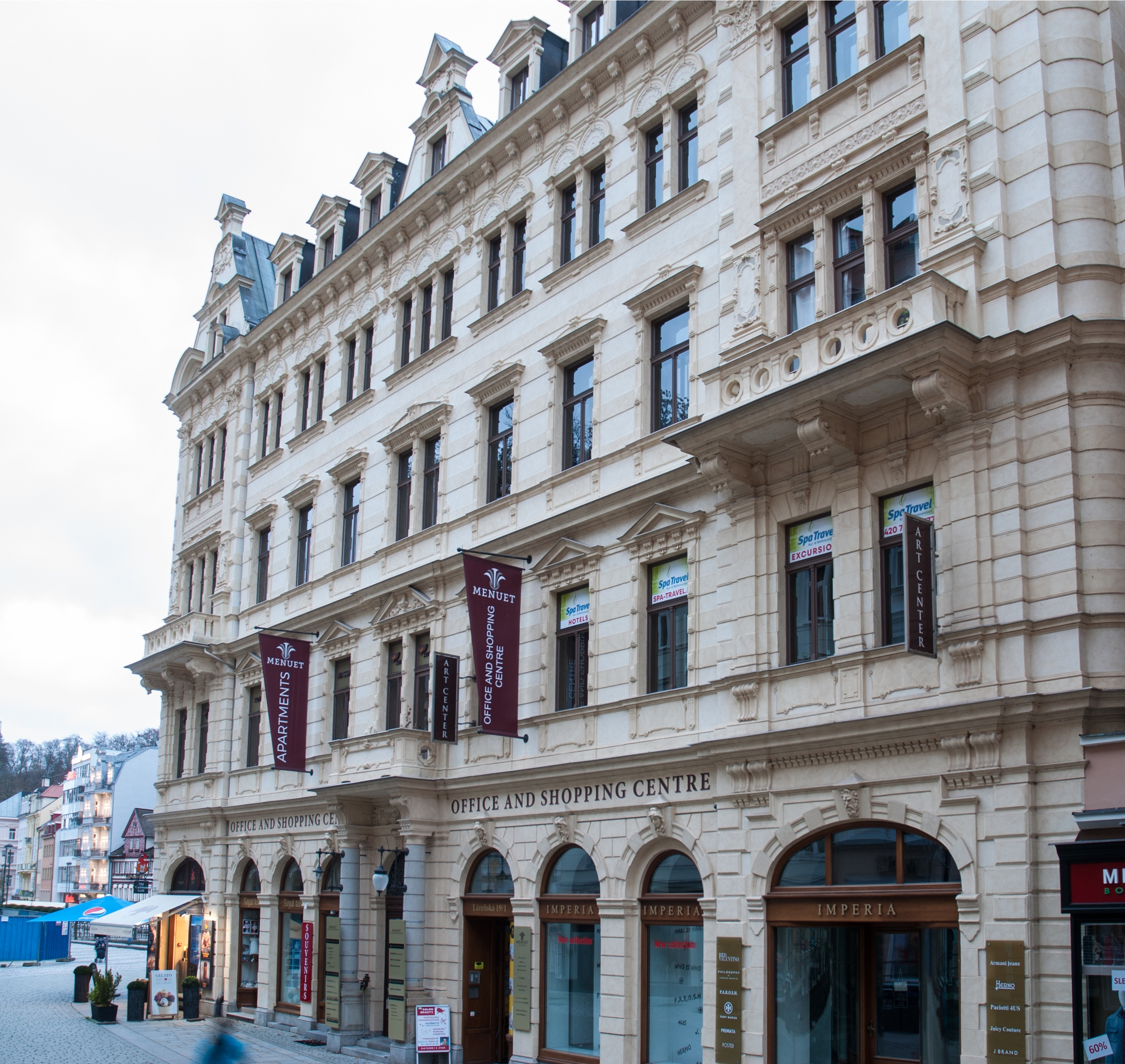
Pohled z Lázeňské ulice

Jedná se o třípatrovou reprezentační stavbu v centru lázeňské části města na adrese Lázeňská 1, č. p. 19. Stojí u Mlýnského mostu přes řeku Teplou jako rohová budova v řadové zástavbě vedoucí od Mlýnské kolonády k Tržišti.
Průčelí má devítiosé, krajní okna jsou dvojitá nebo trojitá. V ose průčelí je obloukový vchod s původními novorenesančními řezanými dveřmi s volutovými motivy. Po obou stranách vchodu stojí volné sloupy nesoucí na volutách balkon. První patro je od přízemí odděleno výrazným úplným kladím. Okna jsou obdélná, ve třetím patře menší, dvojitá či trojitá. Krajní úseky v šíři jedné osy mírně rizalitově vystupují. Nad okny prvního patra jsou umístěny trojúhelné frontony, u středního dvojitého okna je fronton rozlomený. Okna druhého patra jsou řešena obdobně. V okenních parapetech prvního i druhého patra jsou po stranách konzoly. Třetí patro má okna završena půlkruhovými slepými lunetami. Okna druhého patra na bocích nad rizality s balkony obdélného půdorysu jsou trojitá. Zábradlí balkonů jsou zdobena zděnými eliptickými výsečemi. Korunní římsa leží na konzolách. Nad bočními rizality je vysoký štít strmého tvaru završený výstupkem s trojúhelným frontonem. Nad horní římsou jsou umístěny jednoduché vikýře s trojúhelnými frontony.